# Під небесами Аризони
«Під небесами Аризони» (англ. 'Neath the Arizona Skies) — вестерн 1934 року режисера Гаррі Л. Фрейзера з Джоном Вейном у головній ролі. Фільм спродюсований Lone Star Productions та випущений Monogram Pictures. У фільмі також знімались Шейла Террі, Ширлі Джин Рікерт та Джордж «Габбі» Гейес.

## Сюжет
Кріс Моррел (Джон Вейн) намагається знайти батька маленької дівчинки.

## У ролях
- Джон Вейн — Кріс Моррел
- Шейла Террі — Клара Мур
- Ширлі Джин Рікерт — Ніна
- Джек Роквелл — Вік Берд
- Якіма Канутт — Сем Блек
- Гаррі Л. Фрейзер — підручний (в титрах вказаний, як Вестон Едвардс)
- Джей Вілзі — Джим Мур
- Філіп Кіфер — Джеймсон Годжес
- Ерл Двайр — Том
- Джордж «Габбі» Гейес — Метт Давнінг (в титрах не вказано)